# Annemari Sandell-Hyvärinen
Annemari Kiekara, tidigare Sandell-Hyvärinen, född 2 januari 1977 i Kaland i Finland, är en finländsk långdistanslöpare. Smeknamnet är "Annukka".
Annemari Kiekara tävlade vid olympiska sommarspelen 1996, och slutade 12:a på 10 000 meter. Hon hade stora framgångar som terränglöpare, och blev Europamästare 1995 och slutade trea på korta distansen (4236 m) vid världsmästerskapen 1999.